# Вулиця Чайковського (Київ)
Ву́лиця Чайко́вського — вулиця в Дарницькому районі міста Києва, селище Бортничі. Пролягає від Польової вулиці до проїзду без назви. Названа на честь російського композитора українсько-французького походження Петра Чайковського.